# Ranzanico

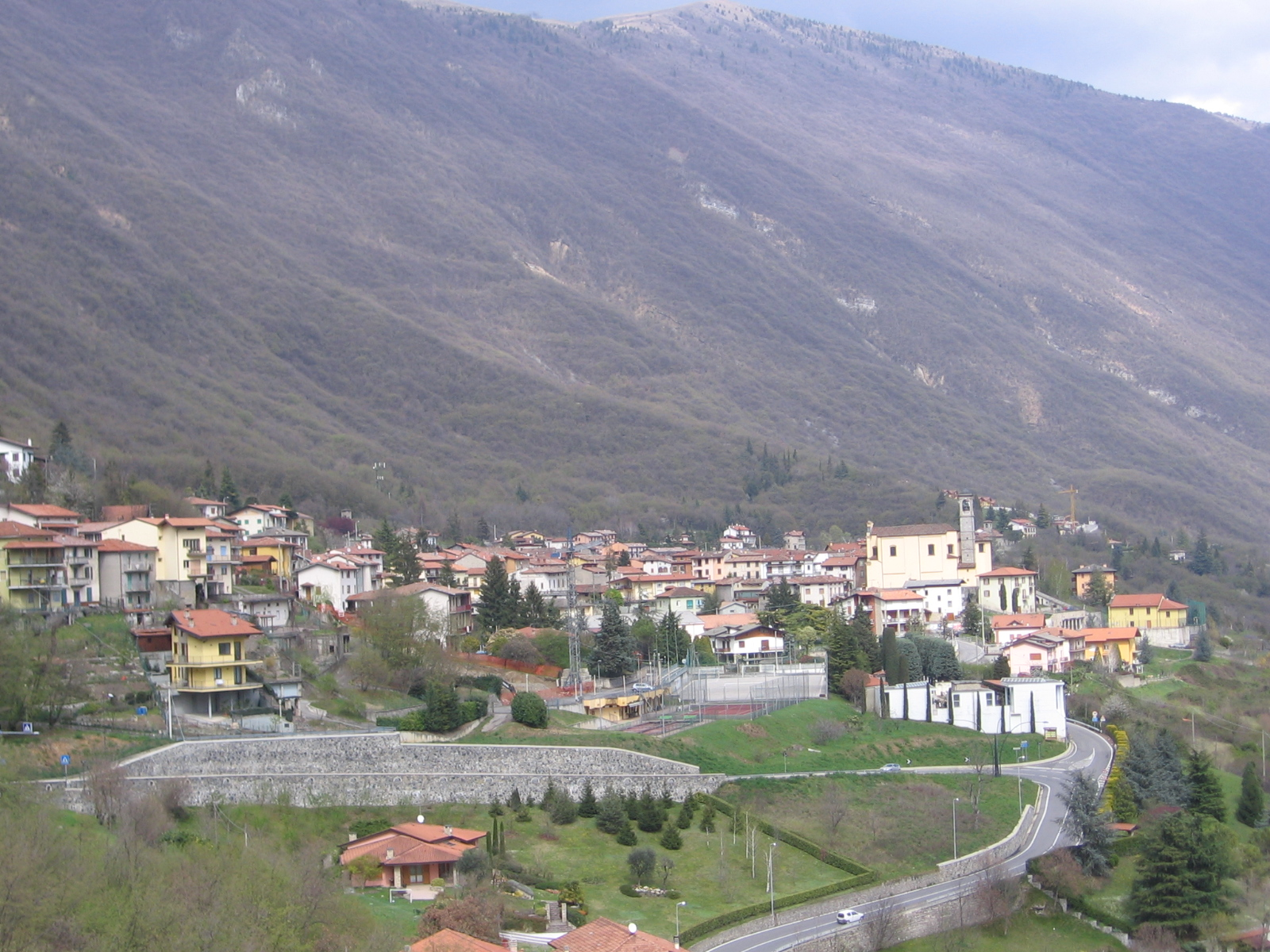
Panorama

Ranzanico ist eine italienische Stadt mit 1259 Einwohnern (Stand 31. Dezember 2023) in der Provinz Bergamo in der Lombardei.

## Lage und Daten
Ranzanico liegt etwa 33 km östlich von Bergamo am linken Ufer des Lago di Endine. Die Nachbargemeinden sind Bianzano, Endine Gaiano, Gandino, Monasterolo del Castello, Peia und Spinone al Lago.

## Geschichte
Der Ort wurde urkundlich im Jahre 830 das erste Mal erwähnt.

## Sehenswürdigkeiten
Die Kirche wurde 1476 erbaut und im 18. Jahrhundert renoviert. Sie der Santa Maria Assunta geweiht. Im Inneren befinden sich Gemälde der Maler Palma il Giovane, Enea Salmeggia, Antonio Cifrondi und Vincenzo Angelo Orelli.